# Andrachne filiformis
Andrachne filiformis là một loài thực vật có hoa trong họ Diệp hạ châu. Loài này được Pojark. mô tả khoa học đầu tiên năm 1940.